# Elezioni primarie della Lega Nord del 2017
Le elezioni primarie della Lega Nord del 2017 si sono svolte il 14 maggio 2017, per l'elezione del segretario federale e dei delegati al congresso federale del successivo 21 maggio a Parma.

## Storia
Si tratta delle seconde elezioni primarie nella storia del partito, dopo quelle del 2013 che hanno eletto segretario Matteo Salvini.
Sotto la dirigenza di Salvini la Lega si è avvicinata a posizioni euroscettiche e con le elezioni europee del 2014 ha iniziato a collaborare con il Front National francese di Marine Le Pen cui ha creato il partito europeo Europa delle Nazioni e delle Libertà, ricevendo le critiche dell'area indipendentista del partito guidata da Umberto Bossi e da quella europeista guidata dal sindaco di Verona Flavio Tosi, poi espulso dal partito.
La corsa di Salvini è pertanto caratterizzata dalla volontà di guidare il centrodestra italiano, slegando il suo partito dal Nord Italia e avvicinadolo a posizioni sovraniste e contrarie all'Unione europea, cosa avvenuta anche con la fondazione di Noi con Salvini, partito che ricalca le idee euroscettiche e sovraniste dove la Lega Nord non è presente in Italia.
La candidatura di Giovanni Fava, invece, è in senso inverso: è contrario all'alleanza con il Front National - in quanto forza centralista e nazionalista che ha nel suo programma elettorale l'abolizione delle Regioni - e favorevole a forme di autogoverno per le Regioni del Nord Italia e per la Padania in generale in rappresentanza della mozione indipendentista del Movimento che si rispecchia nell'articolo 1 dello statuto della Lega Nord che prevede il riconoscimento dell'Indipendenza della Padania a livello internazionale come repubblica federale indipendente e sovrana.

## Regole del voto
Hanno diritto di voto tutti i soci ordinari e militanti con almeno 12 mesi di tesseramento al 31 dicembre 2016 ed essi hanno anche il diritto di firmare a sostegno delle candidature dei segretari, che hanno bisogno di almeno 1.000 firme per potersi candidare. Ogni candidato deve essere tesserato da almeno 10 anni: le uniche candidature alla carica di Segretario Federale sono quelle di Matteo Salvini e di Giovanni Fava, entrambe superanti le 1.000 firme.

## Candidati
| Nominativo | Nominativo | Nominativo     | Cariche |
| ---------- | ---------- | -------------- | --- |
|            |            | Matteo Salvini | - Segretario Federale della Lega Nord - Deputato al Parlamento Europeo - Consigliere comunale di Milano - Ex Membro della Camera dei deputati - Ex Segretario della Lega Lombarda - Ex cronista de la Padania |
|            |            | Giovanni Fava  | - Assessore regionale all'agricoltura della Regione Lombardia - Ex Membro della Camera dei deputati - Ex Sindaco di Pomponesco                                                                                |

## Risultati
| Candidati              | Voti  | %     |
| ---------------------- | ----- | ----- |
| Matteo Salvini         | 6.636 | 82,7  |
| Giovanni Fava          | 1.388 | 17,3  |
| Totale                 | 8.024 | 100,0 |
| Schede bianche e nulle | -     | -     |
| Votanti                | 8.024 |       |

|         |         |  |       |       |
| ------- | ------- |  | ----- | ----- |
| Salvini | Salvini |  | 82,7% | 82,7% |
| Fava    | Fava    |  | 17,3% | 17,3% |

(Dati non ufficiali)

### Risultati per regione
| Regione               | Matteo Salvini | Giovanni Fava |    |
| Regione               | %              | %             |    |
| --------------------- | -------------- | ------------- | -- |
| Regione               | Valle d'Aosta  | 100%          | 0% |
| Piemonte              | 87%            | 13%           |    |
| Liguria               | 95%            | 5%            |    |
| Lombardia             | 78%            | 22%           |    |
| Trentino-Alto Adige   | 75%            | 25%           |    |
| Veneto                | 91%            | 9%            |    |
| Friuli-Venezia Giulia | 87%            | 13%           |    |
| Emilia-Romagna        | 67,5%          | 32,5%         |    |
| Toscana               | 83%            | 17%           |    |
| Marche                | 83%            | 17%           |    |
| Umbria                | 95%            | 5%            |    |
| TOTALE                | 82,7%          | 17,3%         |    |

(Dati non ufficiali)